# Horní Řasnice
Horní Řasnice település Csehországban, Libereci járásban. Horní Řasnice Nové Město pod Smrkem, Bulovka, Jindřichovice pod Smrkem, Dolní Řasnice, Grabiszyce Górne és Miłoszów településekkel határos. Lakosainak száma 242 fő (2024. január 1.).

## Népesség
A település lakosságának változását az alábbi diagram mutatja:
| Lakosok száma | 1855 | 1751 | 1467 | 502  | 294  | 235  | 227  | 227  | 241  | 242  |
|               | 1869 | 1890 | 1921 | 1950 | 1980 | 2001 | 2017 | 2019 | 2022 | 2024 |